# Quentin Skinner
Quentin Robert Duthie Skinner (Oldham, 26 novembre 1940) è uno storico britannico.
È considerato uno dei fondatori della "scuola di Cambridge" di storia del pensiero politico. Ha vinto numerosi premi per il suo lavoro tra cui il Wolfson History Prize nel 1979 e il Balzan Prize nel 2006. Dal 1979 al 1996 è stato professore di Scienze politiche e dal 1996 al 2008 Regius Professor di Storia moderna presso l'Università di Cambridge. In seguito è professore "Barber Beaumont" in scienze umane e codirettore del Centre for the Study of the History of Political Thought presso la Queen Mary University di Londra.

## Vita e carriera accademica
Quentin Skinner è nato il 26 novembre 1940, secondo figlio di Alexander Skinner (morto nel 1979) e Winifred Skinner, nata Duthie (morta nel 1982). Ha studiato alla Bedford School dall'età di sette anni. Come suo fratello maggiore, ha vinto una borsa di studio per il Gonville and Caius College di Cambridge, dove si è laureato a pieni voti in storia nel 1962. Già vincitore di una borsa di studio del suo college, nel 1962 si è trasferito al Christ's College di Cambridge, dove è riamasto sino al trasferimento all'Università di Londra nel 2008. Attualmente è membro onorario sia del Christ's College sia del Gonville and Caius College.
Skinner è stato nominato docente presso la Facoltà di Storia dell'Università di Cambridge nel 1965. Ha trascorso un anno sabbatico presso l'Institute for Advanced Study di Princeton nel 1974-1975, dove è stato invitato a rimanere ed rimasto fino al 1979, quando è tornato a Cambridge come professore di scienze politiche. Nel 1996 è stato nominato Regius Professor di Storia moderna e nel 1999 pro-vicerettore dell'Università di Cambridge.
Nel 1979 ha sposato Susan James, in seguito professoressa di filosofia al Birkbeck College di Londra. Hanno una figlia, un figlio e quattro nipoti. In precedenza era stato sposato con Patricia Law Skinner, che in seguito si è sposata con il filosofo Bernard Williams.
Sebbene Skinner abbia trascorso la maggior parte della sua carriera accademica a Cambridge, è stato Visiting Fellow presso la Research School of Social Science dell''Australian National University (1970, 1994, 2006); Visiting Professor alla Washington University di St. Louis (1982); Directeur d'Etudes Associé all'Ecole des Hautes Etudes (1987); Professeur Associé all'Université Paris X (1991); Visiting Professor all'Università di Lovanio (1992); Visiting Professor alla Northwestern University (1995, 2011); Professore invitato al Collège de France (1997); Fellow al Wissenschaftskolleg zu Berlin (2003-04); Visiting Scholar presso il Center for European Studies dell'Università di Harvard (2008); Laurence Rockefeller Visiting Professor all'Università di Princeton (2013-14); Spinoza Visiting Professor presso l'Università di Amsterdam (2014); Visiting Professor nel programma Global Fellowship presso l'Università di Pechino (2017); e Visiting Professor presso l'Università di Chicago (2017).
Skinner ha tenuto una serie di prestigiose conferenze, tra cui i Gauss Seminars di Princeton (1980), le Carlyle Lectures di Oxford (1980), le Messenger Lectures alla Cornell (1983), le Tanner Lectures a Harvard (1984), le Ford Lectures a Oxford (2003), le Clarendon Lectures a Oxford (2011), le Clark Lectures a Cambridge (2012) e le Academia Sinica Lectures a Taiwan (2013).
Skinner è membro della British Academy dal 1981 ed è anche membro straniero di numerose accademie nazionali, tra cui l'American Academy of Arts and Sciences (1986), l'Academia Europaea (1989), l'American Philosophical Society (1997), la Royal Irish Academy (1999), l'Accademia Nazionale dei Lincei (2007), l'Österreichische Academie der Wissenschaften (2009) e la Kongelige Danske Videnskabernes Selskab (2015). Ha ricevuto lauree honoris causa dalle università di Aberdeen, Atene, Chicago, Copenaghen, Anglia orientale, Harvard, Heliski, Cattolica di Lovanio, Kent, Oslo, Oxford, Adolfo Ibáñez di Santiago del Chile, St Andrews e Uppsala. Ha ricevuto il Wolfson History Prize nel 1979, il Sir Isaiah Berlin Prize della British Political Studies Association nel 2006, il Benjamin Lippincott Award (2001), il David Easton Award (2007) dell'American Political Science Association, il Bielefeld Science Award (2008) e il Premio Balzan (2006). Dal 2009 al 2020 è stato membro del Comitato Premi Balzan.

## Opera

### Metodologia
Skinner è considerato uno dei fondatori della "Scuola di Cambridge" di storia del pensiero politico, conosciuta per la sua attenzione a ciò che J. G. A. Pocock ha chiamato le "lingue" in cui è scritta la filosofia morale e politica. Il contributo di Skinner è stato quello di articolare un approccio storiografico in cui i testi classici della storia del pensiero politico sono trattati essenzialmente come interventi nei dibattiti politici in corso nella loro epoca, e in cui l'attenzione principale non è solo rivolta a ciò che i singoli autori scrissero, ma anche a ciò che, scrivendo, fecero: "Per comprendere qualsiasi espressione rilevante dobbiamo intendere non solo il significato di ciò che viene detto, ma anche la forza intenzionata di ciò che viene detto; non solo ciò che si dice, ma anche ciò viene fatto dicendolo".
Questa enfasi sulla scrittura politica come forma di azione è ispirata dagli sviluppi nella filosofia del linguaggio di Ludwig Wittgenstein e J. L. Austin. L'idea di Wittgenstein era (nelle parole di Skinner) "che dovremmo smettere di interrogarci sui 'significati' delle parole e concentrarci invece sulle varie funzioni che esse sono in grado di svolgere nei diversi giochi linguistici". Secondo Skinner, Austin abbia sviluppato gli argomenti di Wittgenstein formulando un concetto di atto linguistico che egli intende come l'idea per cui "ogni volta che usiamo il linguaggio per scopi comunicativi, stiamo sempre facendo qualcosa oltre che dicendo qualcosa". Per Skinner ciò significa che qualsiasi analisi che si limiti a studiare semplicemente ciò che un pensatore del passato ha detto su un dato problema è incompleta; gli storici devono anche restituire ciò che il pensatore sperava di ottenere nel dire ciò che ha detto.
Skinner propone quindi una forma di contestualizzazione linguistica che colloca le idee, gli argomenti e i testi in relazione ad altri testi e discorsi: il testo è considerato essenzialmente come una risposta ai dibattiti e ai problemi dell'epoca. Una conseguenza di questo approccio è l'opportunità di studiare gli scrittori politici meno noti al fine di far luce sui dibattiti contemporanei a cui contribuirono i classici e di decifrare le loro intenzioni originarie. I testi sono intesi anzitutto come armi o strumenti volti a sostenere, screditare o legittimare specifici assetti sociali e politici. Ciò si ricollega anche a una critica al metodo generalizzante, sub specie aeternitatis della generazione precedente, e in particolare di Leo Strauss e dei suoi allievi.

### Temi di ricerca
Il lavoro storico di Skinner si è concentrato principalmente sul pensiero politico nell'Europa della prima età moderna. Ha scritto un libro su Niccolò Machiavelli, tre libri su Thomas Hobbes e i suoi Fondamenti del pensiero politico moderno coprono il periodo che va dal Rinascimento all'età della Riforma. Si è occupato in modo specifico dell'emergere di teorie moderne sulla natura dello stato e dei dibattiti sulla natura della libertà civile.

## Miscellanea
Nell'ambito di una serie di conversazioni online di Alan Macfarlane con accademici, Skinner ha raccontato di aver fatto parte di un gruppo di discussione informale tra studenti chiamato "Apostoli di Cambridge", di cui all'epoca faceva parte anche Amartya Sen, e ha ricordato che la loro partecipazione a questa associazione culturale segreta era stata divulgata dalla pubblicazione di un libro sugli "Apostoli".
Il 6 ottobre 1995, i Fondamenti del pensiero politico moderno di Skinner sono stati inclusi nell'elenco dei "100 libri più influenti dalla seconda guerra mondiale" dal Times Literary Supplement.
Il 14 maggio 2009, il Times Higher Education, in un articolo sul trasferimento di Skinner da Cambridge all'Università di Londra, ha riportato che il repubblicanesimo di Skinner sarebbe stato alla base del suo rifiuto del cavalierato offertogli ai tempi della nomina a Regius Professor di Cambridge.
La Balzan-Skinner Lectureship, ribattezzata "Quentin Skinner Fellowship in Intellectual History dal 1500", è stata istituita nel 2009 presso l'Università di Cambridge. Il vincitore di una borsa "Quentin Skinner" ottiene una posizione di visiting fellow presso il "Centre for Research in the Arts, Social Sciences and Humanities" per un semestre, che culmina nella Quentin Skinner Lecture e in un convegno ad essa associato.

## Principali pubblicazioni
1. The Foundations of Modern Political Thought: Volume I: The Renaissance, Cambridge University Press, 1978. ISBN 978-0-521-29337-2 (tradotto in arabo, cinese, francese, greco, italiano, coreano, giapponese, persiano, portoghese, russo, spagnolo, turco).
2. The Foundations of Modern Political Thought: Volume II: The Age of Reformation, Cambridge University Press, 1978. ISBN 978-0-521-29435-5 (tradotto in arabo, cinese, francese, greco, italiano, giapponese, persiano, portoghese, russo, spagnolo. )
3. Machiavelli, Oxford University Press, 1981.
4. Machiavelli: A Very Short Introduction [una versione rivista di 3], Oxford University Press, 2000.ISBN 978-0-19-285407-0 (tradotto in albanese, arabo, cinese, ceco, francese, tedesco, greco, ebraico, ungherese, indonesiano, italiano, giapponese, coreano, curdo, malese, polacco, persiano, portoghese, rumeno, russo, spagnolo, svedese, turco).
5. Machiavelli: A Very Short Introduction [una nuova edizione aggiornata di 4], Oxford University Press, 2019.ISBN 978-0-19-883757-2
6. Reason and Rhetoric in the Philosophy of Hobbes, Cambridge University Press, 1996.ISBN 978-0-521-59645-9 (tradotto in cinese, italiano, portoghese).
7. Liberty before Liberalism, Cambridge University Press, 1998. ISBN 978-1-107-68953-4 (tradotto in cinese, francese, greco, italiano, coreano, persiano, polacco, portoghese, russo, spagnolo).
8. Visions of Politics: Volume I: Regarding Method, Cambridge University Press, 2002.ISBN 978-0-521-58926-0 (tradotto in cinese, francese, italiano, coreano, persiano, polacco e portoghese, spagnolo).
9. Visions of Politics: Volume II: Renaissance Virtues (con 12 tavole a colori), Cambridge University Press, 2002.ISBN 978-0-521-58926-0 (tradotto in italiano. )
10. Visions of Politics: Volume III: Hobbes and Civil Science, Cambridge University Press, 2002.ISBN 978-0-521-89060-1
11. L'artiste en philosophie politique (con 8 tavole a colori), Editions de Seuil, Parigi, 2003.ISBN 978-2-912107-15-2
12. Hobbes and Republican Liberty (con 19 illustrazioni), Cambridge University Press, 2008.ISBN 978-2-912107-15-2 (tradotto in cinese, francese, tedesco, portoghese, spagnolo).
13. La verité et l'historien, ed. Christopher Hamel, Edizioni EHESS, Parigi, 2011.ISBN 978-2-7132-2368-6
14. Die drei Körper des Staates, Wallstein, Gottinga, 2012.ISBN 978-3-8353-1157-2
15. Forensic Shakespeare, Oxford University Press, 2014.ISBN 978-0-19-955824-7
16. From Humanism to Hobbes: Studies in Rhetoric and Politics (con 45 illustrazioni), Cambridge University Press, 2018.ISBN 978-1-107-56936-2

## Traduzioni italiane
- Le origini del pensiero politico moderno. Vol. 1: Il Rinascimento, Bologna: Il Mulino, 1989.
- Le origini del pensiero politico moderno. Vol. 2: L'Età della Riforma, Bologna: Il Mulino, 1989.
- Machiavelli Bologna: Il Mulino, 1999.
- La libertà prima del liberalismo, Torino: Einaudi, 2001.
- Dell'interpretazione, Bologna: Il Mulino, 2001.
- Virtù rinascimentali, Bologna: Il Mulino, 2006.
- Ragione e retorica nella filosofia di Hobbes, Milano: Cortina, 2012.